# Дайто-рю Айки-дзюдзюцу
Дайто-рю Айки-дзю-дзюцу (яп. 大東流合気柔術 Дайто:-рю: Айки-дзюдзюцу, ромадзи: Daitō-ryū Aiki-jujutsu) — японское боевое искусство, созданное Такэдой Сокаку. Дайто-рю создано на базе айки-дзюцу, которое в свою очередь корнями уходит к началу второго тысячелетия нашей эры.

## История
Старинные документы говорят[кто?], что исходное айки-дзюцу было разработано Минамото-но Ёсимицу, потомком Императора Сэйва в шестом поколении. Хотя история приписывает создание айки-дзюцу Ёсимицу, а некоторые источники — и его старшему брату Ёсииэ, по всей видимости, эта боевая система уже существовала ранее внутри клана, а братья её усовершенствовали и систематизировали. В старых документах говорится, что развитию айки-дзюцу способствовало проводившиеся Ёсимицу и его братом исследования на трупах строения костей и функционирования тела человека.
Старший сын Ёсимицу, Ёсикиё, переехал в район, известный под названием Каи, основав новую ветвь семьи — Каи Гэндзи Такэда. Семья Такэда развивала свои собственные уникальные формы боевых искусств с использованием различного оружия.
В феврале 1582 года после тяжёлой битвы с превосходящими силами врагов Такэда Кацуёри, последний из Такэда в провинции Каи, лишил себя жизни принятым у самураев методом сэппуку (харакири). Это секретное искусство не затерялось в веках благодаря Такэде Куницугу, перебравшемуся в провинцию Айдзу, где он передал свои знания верхушке клана самураев Айдзу.
Новая ветвь Такэда называвшаяся Айдзу Такэда, учила многие последующие поколения последователей из клана Айдзу. В XVII веке в Айдзу насчитывалось 94 школы боевых искусств.
Некоторые боевые искусства были доступны только для самураев самого высокого ранга и считались Отомэ-рю (Госикиути) — секретными искусствами. Не допускалась ни передача этих систем последователям более низких уровней, ни техническое смешение стилей, а показательные выступления могли наблюдать только члены школы (Рюха). Боевые искусства, на которые распространялись эти ограничения, включали айки-дзюцу и Айдзу Мидзогути Итто-рю.
На протяжении десяти поколений в семье Такэда из Айдзу передавались и шлифовались боевые системы. По наследству эти знания получили дед и отец Такэды Сокаку.

## Сокаку Такэда
Такэда Сокаку — сын Такэды Сокити, который был известным мастером сумо и чемпионом клана Айдзу. Такэда Сокити также превосходно владел мечом и копьём и владел собственным додзё. Предполагается, что первые навыки Сокаку получил в додзё своего отца.
Дед Сокаку Такэда Соэмон (1758—1853) был известным мастером айки-дзюцу, наследником секретных техник, передаваемых через века ещё от прародителя рода Такэда — Минамото-но Ёсимицу.
В юности Такэда изучал технику владения мечом в школе Оно Ха Итто-рю под руководством Томы Сибуи в Токио и в школе Дзикисинкагэ-рю у Сакакибары Кэнкити.
В 1886 году Сокаку получил Мэнкё Кайдэн (свидетельство об окончании) школы Оно Ха Итто-рю. В июне того же года умер его старший брат, и семейные обязанности заставили его вернуться в родную провинцию Айдзу. По возвращении он встретил Сайго Таномо, главу клана Айдзу, который был учеником Такэды Соэмона и мастером меча школ Мидзогути Ха Итто-рю и Косю-рю Гунгаку.
Сокаку вдоль и поперёк объездил Японию, соревнуясь со всяким сколько-нибудь заметным мастером боевых искусств, который только принимал его вызов. Он не просил поблажек или особых условий при встречах с теми, кто считался сильнее его. Фактически, он уменьшал свои преимущества, используя только излюбленное оружие своего противника, то есть сражался копьем против мастера копья, мечом против мастера меча.
Он не терял уверенности в себе, а число его учеников, невзирая на непрерывные разъезды и отсутствие постоянного тренировочного зала, превысило 30 тысяч, и среди них были дворяне, члены правительства, бывшие даймё и высокопоставленные чиновники.

## Ответвления Дайто-рю
После смерти сына Сокаку, Токимунэ Такэды в 1993 году не осталось официального преемника. Поэтому в настоящее время существуют четыре федерации, созданные четырьмя лучшими учениками Такэды Сокаку.

### Токимунэ
Основная ветвь, так как после смерти отца Токимунэ Такэда стал официальным преемником. Сейчас существуют две основные федерации в рамках этой ветви.
Лидер первой группы «Дайтокан» Кацуюки Кондо начинал тренироваться под руководством ещё Цунэдзиро Хосоно, и продолжил у Котаро Ёсиды (1883—1966) перед тем как быть представленным Токимунэ Такэде.
Основываясь на полученных им от Токимунэ Такэды прав на приём экзаменов на самые высокие степени (даны), его последователи называют свою школу главной. Кацуюки Кондо поддерживает большая часть мастеров, представляющих различные боевые искусства. Кацуюки Кондо сделал многое для популяризации Дайто-рю Айки-дзюцу как в Японии так и за её пределами, особенно в США. Представительства Кацуюки Кондо есть США, Китае, Голландии, России, Италии. В России отделения находятся Москве и Подмосковье.
Вторую группу ветви Токимунэ возглавляли Сигимицу Като и Ганпати Арисава (умер в 2005), ученики Токимунэ, долгое время обучавшиеся у него в центральной штаб-квартире «Дайтокан» на Хоккайдо. Эта организация называется «Нихон Дайто-рю Айкибудо Дайто Кай» (日本大東流合気武道大東会, Nihon Daitō-ryū Aikibudō Daitō Kai). Она имеет не очень большую численность на Хоккайдо в Японии, но поддерживает крепкие связи с многочисленными федерациями в Европе, США, Бразилии. Вне Японии данную группу представляет Антонино Черта Шихан, обучавшийся у Токимунэ Такэды и получивший степень "Шихан" от Сигимицу Като. В настоящее время организация называется "International Daitokai" Эта группа широко представлена в России и имеет додзё в Москве, Ростове на Дону, Тольятти, Самаре, Таганроге, Челябинске.
Также в 2008 году сэнсэем Сано Мацуо была создана организация Сисэйкан (Si Sei Kan). В организацию вошли вышедшие из состава «Нихон Дайто-рю Айкибудо Дайто Кай» додзё в Италии, Израиле и России (Московское Досинкан додзё, Нижний Новгород, Тула, Новомосковск, Муром). Кроме этого есть представители в Германии, Франции и Великобритании. Представительство в России возглавляет Владимир Баранов.
Кроме перечисленных групп в России представлена также независимая, вышедшая из состава «Нихон Дайто-рю Айкибудо Дайто Кай» некоммерческая группа Сейсинкай в г. Среднеуральск под руководством Владислава Козлова.

### Хиса
Вторая главная ветвь Дайто-рю представлена учениками Такумы Хиса. Его ученики объединились и основали «Такумакай» (琢磨会, Takumakai). Интересен тот факт, что они обладают многими видео и фото материалами с записанными в них техниками Дайто-рю. В том числе материалами с Морихэем Уэсибой, учителем Такумы Хиса и более поздние, с Сокаку Такэда. Одно из основных учебных пособий, называемое «Сёдэн», содержит особенности преподавания обоих учителей.
«Такумакай» представляет собой вторую по численности организацию айки-дзюцу. В 1980 году организацию возглавил Согэн Окабаяси (родился в 1949), которого назначил стареющий Хиса Такума, чтобы он приобрёл навыки управления «Такумакай». Согэн Окабаяси вводил методы обучения, которые установил Такимунэ Такэда. Это вызвало конфликт с инструкторами, использующими методики обучения Такумы Хиса, что привело к созданию новой организации «Дайбукан», основанной старшим учеником Хисы, Кэнкити Огами (родился в 1936).
Позже Согэн Окабаяси сам вышел из состава «Такумакай», чтобы внести более глубокие изменения в учебную программу, и создал Хокухо-рю.
Официально зарегистрированные додзё Такумакай на территории СНГ существуют в Киеве, Полтаве, Одессе и Минске[значимость факта?].

### Хорикава
Хорикава ценится последователями[кем?] как инноватор в области боевых искусств. Несколько организаций сформировали свою базу на его учениях.

### Роппокай
Организация созданная Окамото Сейго, который был одним из лучших учеников Кодо Хорикава. Роппокай, первая организация где стали открыто преподавать секретную технику - Айки.

### Сагава
Четвёртая основная группа содержит студентов Юкиёси Сагавы (1902—1998), который считался преемником Такэды Сокаку в том случае, если Такэда Токимунэ не выживет во Второй мировой войне. Сагава был очень консервативным учителем, имел только одно додзё и ограниченное количество учеников. Сагава начал своё обучение Дайто-рю под руководством Такэды Сокаку в 1914, после изучения Дайто-рю у своего отца, Сагавы Нэнокити (1867—1950), который был в свою очередь учеником Такэды и имел соответствующую лицензию на преподавание Дайто-рю — кэйдзю дайри.
Несмотря на то что Сагава Юкиёси считается одним из самых опытных учеников Такэды, он так и не получил свидетельство о полном завершении обучения — мэнкё кайдэн, имея только кэйдзю дайри с 1932 года.
Сагава был близким учеником Такэды Сокаку и часто сопровождал его в путешествиях по стране в качестве ассистента. Сагава обладал мощной техникой и жизненной энергией и сотрудничал с журналом «Aiki News» вплоть до самой смерти.
Тацуо Кимура (родился в 1947 году), профессор математики Университета Цукуба и старший ученик Сагавы, продолжает дело своего учителя. При университете существует небольшая группа Дайто-рю Айки-дзюцу. Кимура написал 2 книги о тренировках под руководством Сагавы: «Transparent Power» и «Discovering Aiki».

## Классификация техник Дайто-рю
|   | Название                                                     | Количество техник |
| - | ------------------------------------------------------------ | ----------------- |
| 1 | Secret Syllabus (яп. 秘伝目録 Hiden Mokuroku)                | 118               |
| 2 | The Science of Joining Spirit (яп. 合気之術 Aiki-no-jutsu)   | 53                |
| 3 | Inner Mysteries (яп. 秘伝奥義 Hiden Ōgi)                     | 36                |
| 4 | Techniques of Self Defense (яп. 護身用の手 Goshin'yō-no-te)  | 84                |
| 5 | Explanation of the Inheritance (яп. 解釈相伝 Kaishaku Sōden) | 477               |
| 6 | License of Complete Transmission (Menkyo Kaiden)             | 88                |

## Современность
Дайто-Рю Айки-дзюцу, как и Айки-дзюцу, является комплексной боевой системой, включающей в себя нагэ-вадза (бросковые приёмы), осаэ-вадза(приёмы удержания), тораэ вадза (технику захватов), батто-дзюцу (выхватывание меча с одновременным нанесением удара — современное иайдо), яри-дзюцу (искусство владения копьем), кэндзюцу (искусство владения мечом), бо-дзюцу (владение шестом, примерно 180 см), дзё-дзюцу (владение палкой длиной примерно 127 см), нагинатадзюцу (работа с алебардой). А также с некоторыми другими видами оружия.
Дзю-дзюцу (древнее название тайдзюцу) являясь частью боевой системы, со временем стало отдельным видом боевого искусства или было преобразовано в спортивные виды единоборств, такие как джиу-джитсу, дзюдо, самбо. То же самое произошло с другими разделами комплексных боевых систем, такими как кэндзюцу, которое легло в основу спортивных дисциплин кэндо и спочан, а такжедзё-дзюцу, которое было преобразовано в дзёдо. Это происходило и происходит естественным образом в зависимости от целей мастеров создававших новое искусство или спортивную дисциплину, исторических изменений и технического прогресса.
Таким образом современные единоборства Японии можно выделить по трем критериям:
- Боевая эффективность — единственный критерий существовавший в древности. В условиях постоянных войн, происходивших в древней Японии, другого не могло быть. Но, с появлением огнестрельного оружия в Японии, владение боевым искусством перестало быть определяющим фактором для выживания.
- Соревновательность — с запрещением поединков с использованием оружия и ограничением на его ношение стали появляться спортивные единоборства, такие как дзюдо, кэндо, каратэ, в которых бой велся по определенным правилам, ограничивающим применение определенных техник и технических элементов, которые могли привести к травмам. Конечно, соревновательные бои имели место и в древней Японии, но это происходило в рамках клана, и основной целью в этих боях была подготовка к реальной битве.
- Духовное и нравственное развитие личности — единоборства, базирующиеся на этом критерии, стали появляться сравнительно недавно. Некоторые стили карате и айкидо на первое место ставят именно этот принцип. Морихэй Уэсиба, создавая айкидо, запретил своим последователям участие в соревнованиях. Физическое, духовное и нравственное самосовершенствование человека, победа над собой (над своими эмоциями, желаниями), а не над другими людьми, путь к «просветлению» вот основные принципы подобных единоборств.

Группы, практикующие дайто-рю, можно найти не только в Японии, но и в России, Украине, Италии, Израиле, США.

## Последователи
Основатели айкидо и хапкидо — Морихэй Уэсиба и Чхве Ён Суль — изучали Дайто-рю Айкидзюцу у Сокаку Такэда, а затем создали свои собственные школы: основатель айкидо — Морихэй Уэсиба, постарался выделить и рафинировать суть айки, а основатель хапкидо — Чхве Ён Суль добавил корейскую технику ударов ногами.
Учителем Сокаку Такэда был Сайго Таномо, чей приёмный сын — Сайго Сиро, известный как ученик Дзигоро Кано, прославился как «Гений дзюдо». Это стало предметом спора между сторонниками Дзюдо и сторонниками айкидо/айки-дзюцу/Айки-будо. Сторонники дзюдо считают факт ученичества Сайго Сиро у Дзигоро Кано показателем превосходства дзюдо над айкидо/айки-дзюцу/айки-будо, в то время как сторонники айкидо/айки-дзюцу/айки-будо считают, что Дзигоро Кано тайно использовал айки-дзюцу для прославления своей школы дзюдо, так как Сайго Сиро, будучи сыном Сайго Таномо, несомненно прекрасно владел айки-дзюцу, и в поединках школы дзюдо против школ дзю-дзюцу использовал именно айки-дзюцу, а не дзюдо.